# Gabriel Wojciech Nałęcz
Gabriel Wojciech Nałęcz herbu Nałęcz (zm. 22 czerwca 1767 w Steklinku) – chorąży dobrzyński w latach 1758–1767, podczaszy dobrzyński w latach 1744–1758, łowczy dobrzyński w latach 1728–1744.
Syn Kazimierza Antoniego i Agnieszki z Mazowieckich.
Był posłem ziemi dobrzyńskiej na sejm 1729 roku.
W latach 30. XVIII wieku dzierżawił królewszczyzny w okolicach Rypina: wójtostwo rypińskie i młyn Gniazdek. Po ojcu otrzymał Steklinek, zmarł bezpotomnie.